# 10691 Sans
10691 Sans este o planetă minoră (asteroid), cu un diametru de 9,288 km, din centura de asteroizi. A fost descoperită pe 2 martie 1981 la Observatorul Siding Spring de Schelte J. Bus. 
Obiectul prezintă o orbită caracterizată de o semiaxă mare de 3,1997993 UAi, o excentricitate de 0,12, o înclinație de 0,67086 ° în raport cu ecliptica.